# Micropterix facetella
Micropterix facetella és una espècie d'arna de la família Micropterigidae. Va ser descrita per Zeller, l'any 1851.
És una espècie endèmica de Croàcia i Eslovènia.